# Рейн
Рейн (нем. Rhein [ʀaɪ̯n], произношениео файле, фр. Rhin [ʁɛ̃], нидерл. Rijn [rɛi̯n]) — крупная река в Западной Европе, впадающая в Северное море. Протекает по территории 6 государств: Швейцарии, Лихтенштейна, Австрии, Германии, Франции, Нидерландов.
Длина реки составляет 1233 км. Она берёт начало в Альпах на высоте 2 412 м. Площадь бассейна составляет около 185 тыс. км².

## Этимология
Название реки реконструируют как прагерманское *Rīnaz. К нему восходят немецкое, нидерландское и английское названия реки. Через франкское посредство были заимствованы французское и испанское названия Рейна. Название реки на праиндоевропейском этапе реконструируется как *Reynos, от корня *rey- «течь, бежать», откуда англ. run, рус. «река, рой, ринуться, реять». 
Кельтское/галльское название реки произошло из того же индоевропейского источника, что и германское. Гидроним часто сравнивают с другими речными названиями, как река Рено в Италии (гидроним галльского происхождения). Латинское Rhēnus и древнегреческое Ρήνος (Rhēnos) были заимствованы от кельтского названия реки, поскольку отражают наличие типично кельтского перехода -ei- → -ē-.

## География

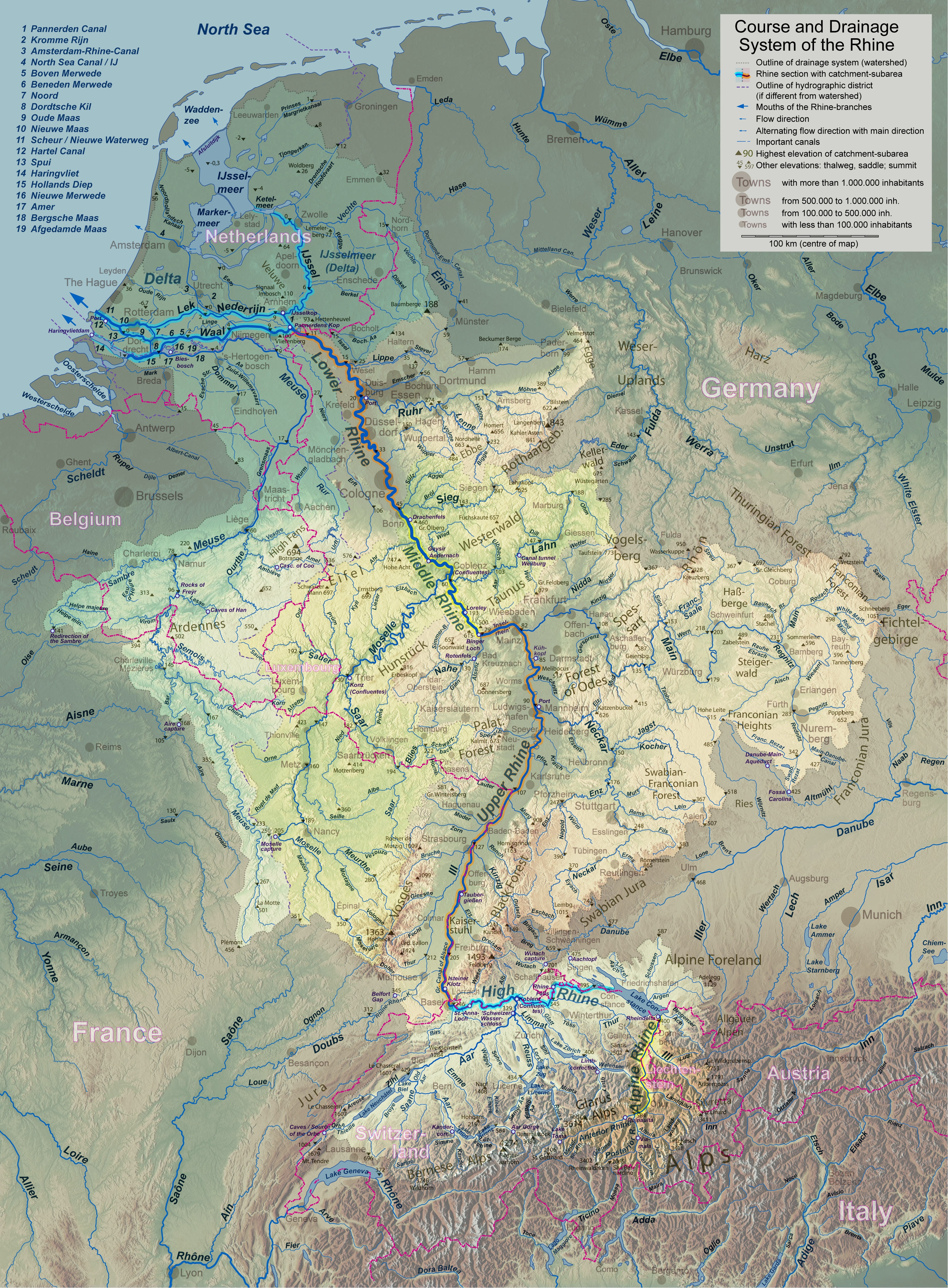
Карта бассейна реки Рейн

Река берёт начало в Альпах из слияния рек Передний Рейн (Фордеррейн) и Задний Рейн (Хинтеррейн), протекает через Боденское озеро, пересекает отроги Юры и Шварцвальда, после чего течёт по Верхнерейнской низменности. В среднем течении прорывается через Рейнские Сланцевые горы. Нижнее течение — в пределах Нижнерейнской низменности Среднеевропейской равнины, где русло во многих местах ограждено дамбами. Впадает в Северное море, образуя сложную дельту.

### Общая характеристика
Притоки: Неккар, Майн, Вуппер, Иттер, Дюссель, Рур, Илль (правые); Аре, Мозель (левые). В левый рукав дельты впадает река Маас.
В верховьях — весенне-летнее половодье, в среднем и нижнем течении многоводна в течение всего года. Средний расход около 2500 м³/с, годовой сток около 79 км³.
В верхнем течении Рейна, в швейцарском кантоне Шаффхаузен, рядом с городком Нойхаузен, расположен водопад Райнфалль. Наряду с более высоким, но менее полноводным водопадом Деттифосс в Исландии, Рейнский водопад является самым большим водопадом в Европе. Высота Рейнского водопада — 23 м, ширина — 150 м.
Река судоходна на 952 км, до города Базель и по Боденскому озеру. Рейн — важная незамерзающая транспортная магистраль Западной Европы. Общая длина водных путей в бассейне Рейна около 3000 км.
Рейн соединён каналами с Роной, Марной, Везером, Эльбой.
Города на Рейне: Арнем (Нидерланды), Дюссельдорф, Кёльн, Бонн, Висбаден, Майнц, Мангейм, Вормс, Карлсруэ, Кобленц, Леверкузен, Нойс, Крефельд, Дуйсбург, Людвигсхафен-на-Рейне (Германия), Страсбург (Франция), Базель (Швейцария), Вадуц (Лихтенштейн).
Острова на Рейне: Альтена.

### Длина
Рейн является одной из самых длинных рек в Европе. До 1932 года общепринятой длиной Рейна было 1230 километров (764 мили). Однако в 1932 году немецкая энциклопедия Lexikon Knaurs указала длину в 1320 километров (820 миль), что, видимо, было опечаткой. Эта ошибка была перепечатана в авторитетной энциклопедии Брокгауза, стала общепринятой и нашла своё отражение в многочисленных учебниках и официальных изданиях. Ошибка была обнаружена в 2010 году.

### Истоки Рейна

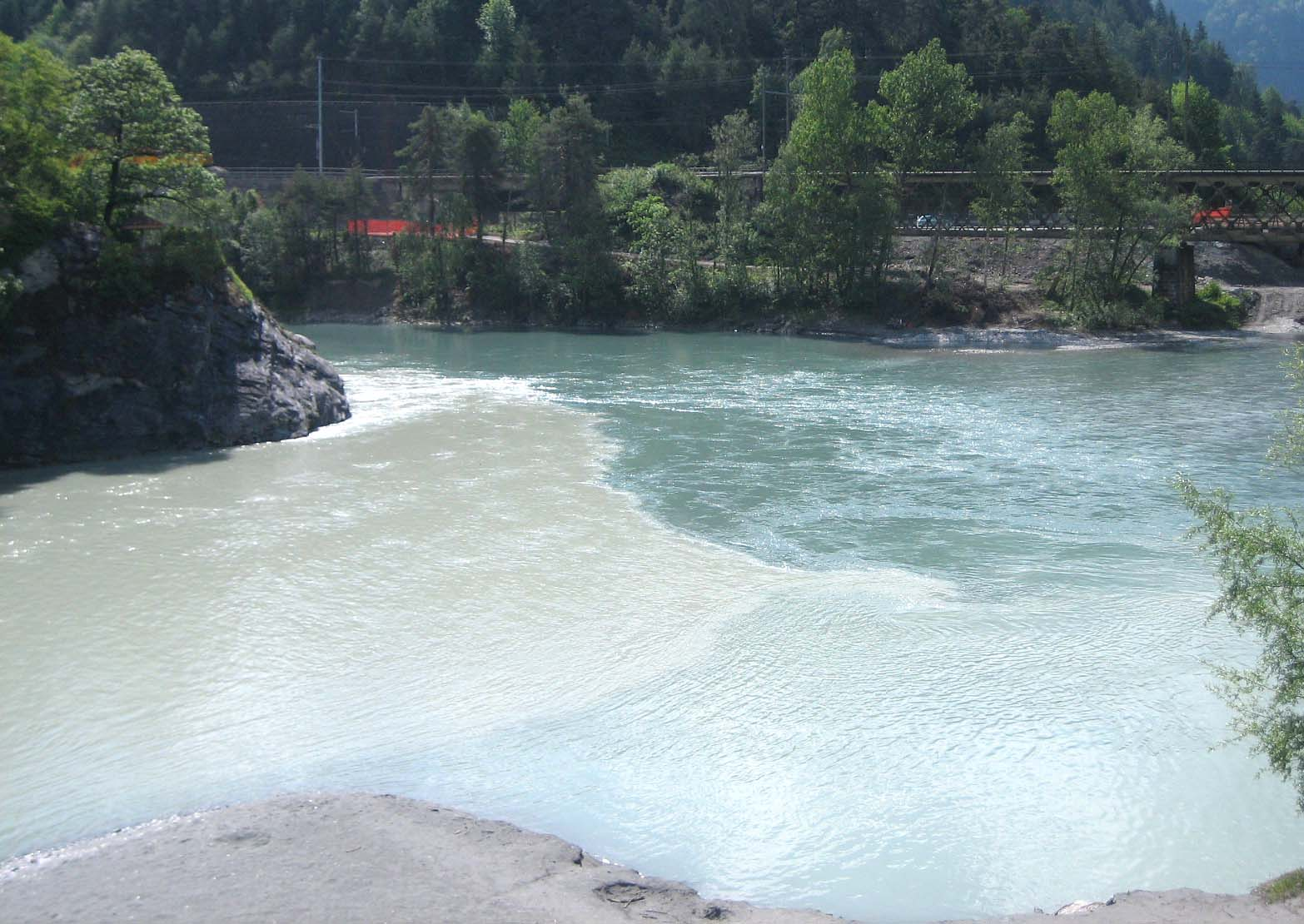
Слияние Переднего и Заднего Рейна у Райхенау

Собственно Рейн начинается в месте слияния двух его главных истоков — Переднего Рейна и Заднего Рейна у местечка Райхенау (кантон Граубюнден, коммуна Таминс). Выше этого места находится разветвлённая система истоков Рейна. Водосборный бассейн истоков Рейна простирается от горного массива Сен-Готарда на западе через долину, расположенную южнее в кантоне Тичино и в Италии, до перевала Флюэла на востоке.
Озеро Лай-да-Тума вблизи перевала Оберальп в горной области Готард традиционно считается начальной точкой Переднего Рейна и Рейна в целом. Задний Рейн берёт свои истоки в высокогорной долине Рейнвальд у подножия Райнвальдхорна. Однако истоки его главного русла, вбирающего в себя наиболее многоводные притоки, находятся в ином месте, а именно на востоке водосбора Заднего Рейна в долине реки Дишмабах. Самый длинный приток, Рейн да Медель, тянется с самого юга бассейна Переднего Рейна из кантона Тичино.

### Задний Рейн
Задний Рейн (нем. Hinterrhein) течёт первоначально в северо-восточном направлении, затем на север. Протекает по трём долинам в кантоне Граубюнден — Рейнвальду, Шамсу и Домлешгу-Хайнценбергу. Между долинами находятся ущелья Роффла и Виа-Мала. Родники, питающие Задний Рейн, находятся в альпийском горном массиве Адула (на склонах Райнвальдхорна, Рейнквельгорна, Гюфергорна).
С юга впадает Аверзер-Рейн, водосбор которого находится частично на итальянской территории в районе водохранилища Лаго-ди-Леи. С востока у Зильса-им-Домлешга в Задний Рейн впадает равнозначная ему река Альбула, приходящая от одноимённого перевала Альбула. Альбула получает свою воду прежде всего из Ландвассера, в свою очередь питающегося от родниковых рек; наиболее значимые — Дишмабах и спускающаяся с Юлийского перевала река Юлия (Гельгия).

### Передний Рейн

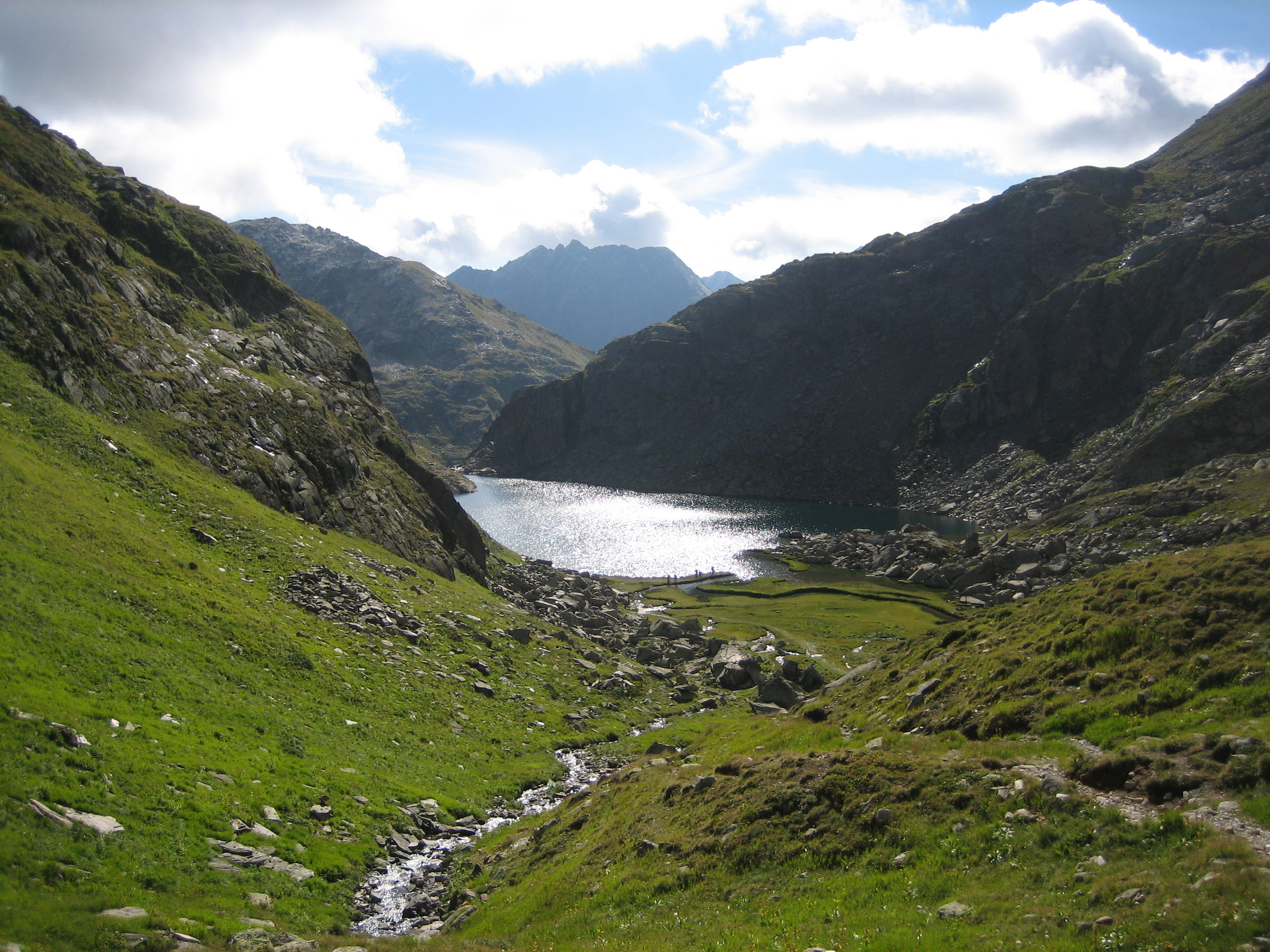
Озеро Тома в долине Переднего Рейна

Передний Рейн (нем. Vorderrhein) возникает из многочисленных родников в верхней части долины Сурсельва и течёт в северо-восточном направлении. Основным его источником является река Рейн-да-Тума, которая впадает в озеро Лай-да-Тума (2345 м над уровнем моря), а затем вытекает из него. Рейн-да-Тума обычно считается также и основным истоком всего Рейна в целом.
Его водосбор площадью 1512 км² расположен по преимуществу на территории кантона Граубюнден в Швейцарии. Передний Рейн протянулся на 76 км, что на 5 % больше длины Заднего Рейна, при этом расход воды Переднего Рейна (58,3 м³/с) несколько меньше, чем расход воды Заднего Рейна.
В Передний Рейн впадают как более длинные реки, так и реки сопоставимой с ним длины — Рейн-да-Медель, Рейн-да-Майгельс и Рейн-да-Курнера. Долина Валь Кадлимо в кантоне Тичино, из которой отводит воду Рейн да Медель, пересекает с юга геоморфологический главный гребень Альп. Почти все притоки Переднего Рейна в водосборном бассейне подпружены и используются в гидроэнергетике. В своём нижнем течении Передний Рейн протекает по ущелью Руинаульта через оползень Флимс.

### Альпийский Рейн

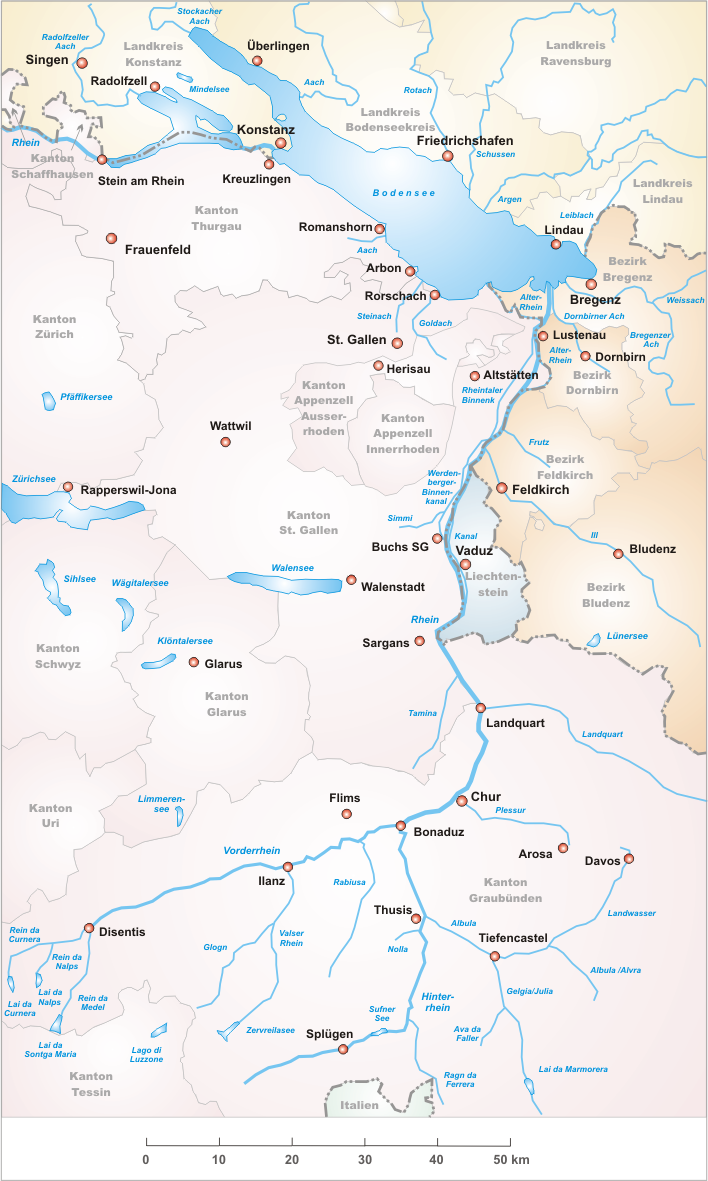
Истоки Рейна, Альпийский Рейн и Боденское озеро

У Рейхенау Передний Рейн и Задний Рейн объединяются в Альпийский Рейн (нем. Alpenrhein). На протяжении всего лишь 86 километров он понижается с 599 до 396 м (падение 2,3 м/км) над уровнем моря. Рейн заметно изгибается у Кура, столицы Граубюндена. Долина Альпийского Рейна — отмеченная ледниковыми отложениями, широко раскинувшаяся альпийская долина с обрывистыми стенами. У Зарганса лишь возвышенность высотой в несколько метров мешает Рейну вытекать через открытую долину реки Зец, через озёра Валензее и Цюрихское в сторону Аре. Ниже по течению западный берег Рейна — швейцарский, а восточный — лихтенштейнский, затем австрийский.
Из-за высокого содержания взвесей вода Альпийского Рейна имеет светлый оттенок; осаждаясь в Боденском озере, эти взвеси уже довольно сильно отодвинули воды озера, первоначально далеко вдававшиеся в Альпы. Регулирование русла Альпийского Рейна, предпринятое в начале XX века, включало в себя строительство каналов, спрямляющих его русло у Дипольдзау и Фусаха. Это регулирование было направлено на предотвращение затоплений и сильной седиментации в западной части дельты при впадении Рейна в Боденское озеро. При этом пришлось пустить Дорнбирнер Ах в параллельный канал по направлению к озеру. Отсечённое при регулировании старое русло Рейна («Старый Рейн») протекало первоначально в заболоченной местности, однако позднее было убрано в канал ниже Райнека и открыто для судоходства.
В год Рейн несёт до 3 млн м³ осадочных пород в Боденское озеро. «Врастающая» в Боденское озеро внутренняя дельта на участке между Старым Рейном на западе и нижним спрямляющим каналом на востоке, включая австрийские коммуны Гайссау, Хёхст и Фуссбах — отдана в основном под природоохранную зону. При впадении в Боденское озеро природный Рейн некогда разделялся на два главных рукава. Из-за придонных отложений возникло много небольших островков (алеманнское Isel, ср. топоним Esel). В области устья постоянно приходится работать драгам, чтобы предотвращать седиментацию, связанную в том числе с обширными мелиорационными работами выше по течению Рейна.

### Боденское озеро

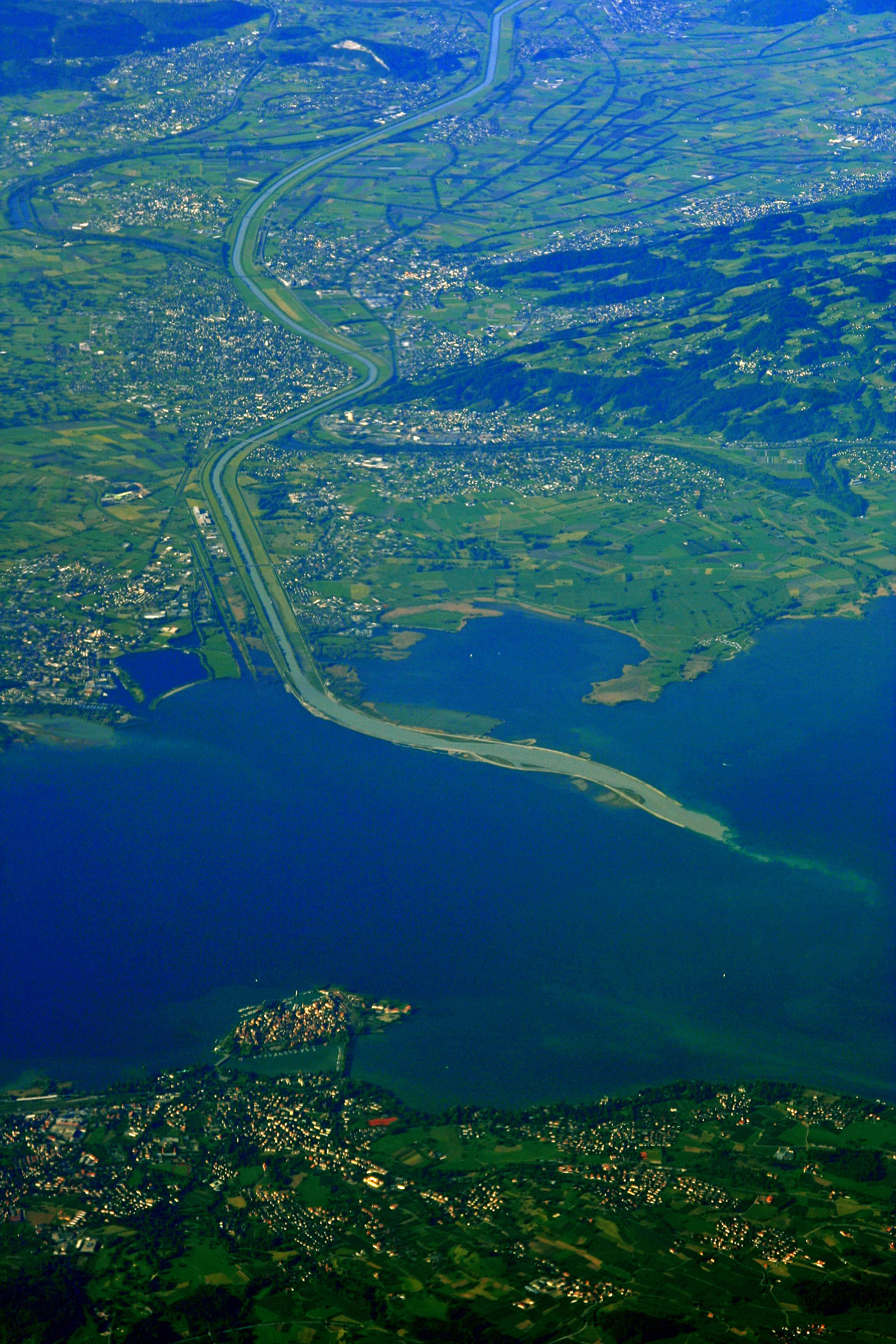
Внутренняя дельта Рейна

Короткий, длиной всего четыре километра Озёрный Рейн (нем. Seerhein) соединяет между собой две составные части Боденского озера — Верхнее озеро (нем. Obersee) и расположенное на 30 см ниже относительно уровня Верхнего озера Нижнее озеро (нем. Untersee). В Верхнем озере молочная, холодная и потому более тяжёлая вода Альпийского Рейна образует сначала компактное течение на поверхности серо-зелёной воды озера, но почти сразу «падает» на его дно. Это течение вновь выходит на поверхность на другой, северной стороне острова Линдау и следует, часто отчетливо видимое, вдоль немецкого берега примерно до Хагнау-Бодензе. Небольшая часть этого течения отделяется перед островом Майнау в направлении Юберлингенского озера. Основное течение через так называемую «Констанцскую воронку» (бухта восточнее Констанца и западнее Кройцлингена) вытекает из Верхнего озера по фарватеру Рейна.
К Верхнему озеру прилегают Швейцария на юге, Австрия на юго-востоке, а также Германия: Бавария на северо-востоке и Баден-Вюртемберг на северо-западе.
Дистанционные столбы установлены вдоль всего Рейна начиная с того места, где над Озёрным Рейном, вытекающим из Верхнего озера, перекинут Констанцский мост.
Озёрный Рейн возник в последние тысячелетия в результате вызванного эрозией понижения уровня воды в озере примерно на 10 метров, из-за чего возник также остров Райхенау. Раньше Верхнее и Нижнее озёра, как это следует из их общего названия «Боденское озеро», представляли собой единый водоём.
Как и в Верхнем, в Нижнем озере можно проследить течение Рейна, поскольку и здесь оно лишь немного смешивается с водой самого озера. Северные части Нижнего озера (Целлерзе и Гнадензе) почти не затрагиваются этим течением. Южную часть озера, через которую течёт Рейн, иногда называют «Рейнским озером». Радольфцеллер Аах несёт в Нижнее озеро большой объём воды из бассейна Дуная.
Озёрный Рейн и Нижнее озеро образуют естественную границу между Швейцарией и Германией; исключения — центральная часть Констанца, лежащая южнее Озёрного Рейна и центр швейцарского города Штайн-ам-Райн на северном берегу Рейна поблизости от того места, где Высокий Рейн вытекает из Нижнего озера.

### Высокий Рейн

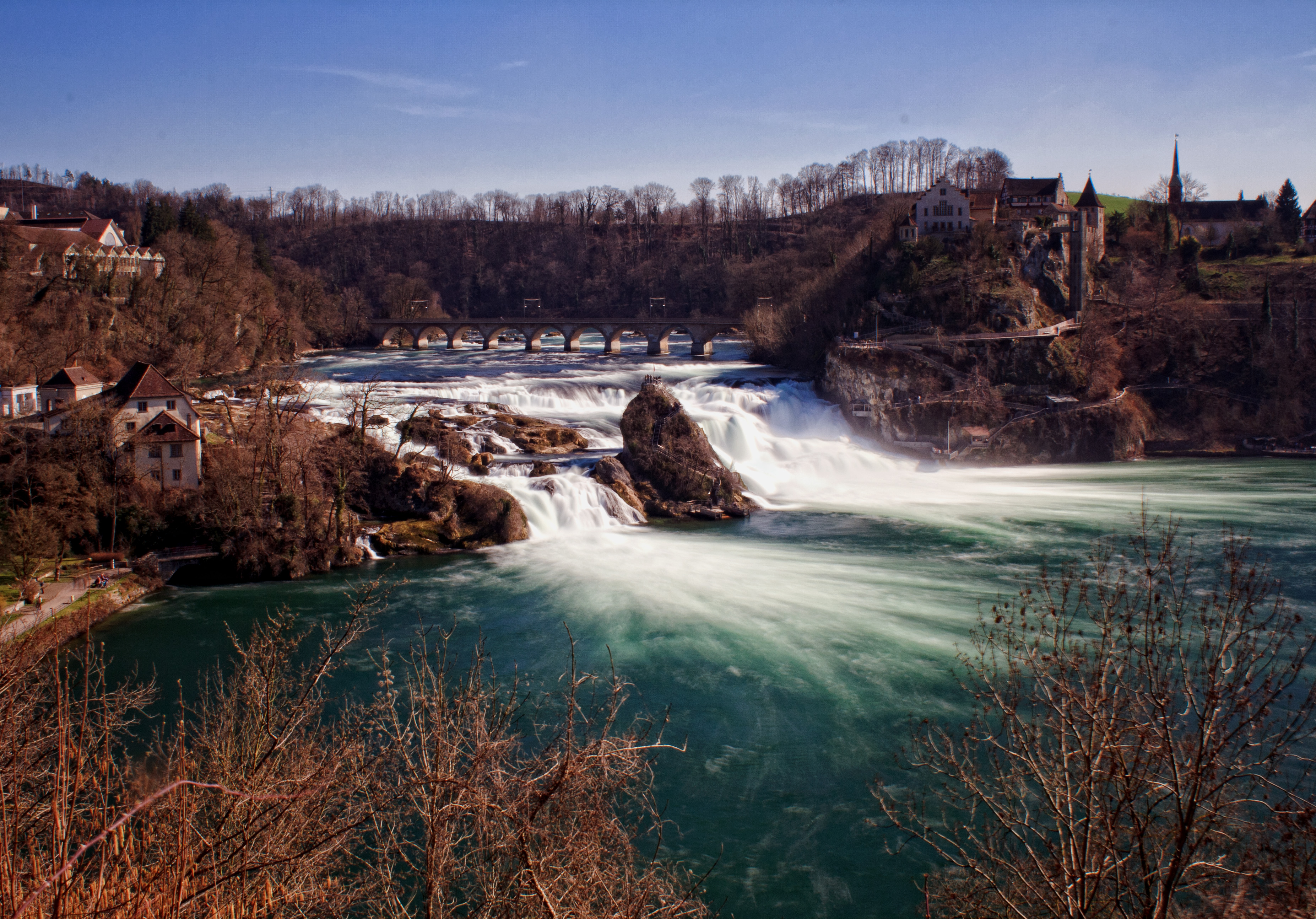
Рейнский водопад у Шаффхаузена

От Штайна-на-Райне у западного берега Нижнего озера начинается Высокий Рейн (нем. Hochrhein). В противоположность Альпийскому Рейну и Верхнему Рейну он течёт в основном с востока на запад и снижается при этом с 395 до 252 метров над уровнем моря.
Высокий Рейн является естественной границей между Швейцарией на юге и Германией на севере на большинстве участков до Эглизау (в швейцарских областях Штайна-на-Рейне, Шаффхаузена и цюрихском Рафцерфельде) и на всём своём протяжении от Эглизау до Базеля.
Возле Шаффхаузена находится водопад Райнфалль. При среднем расходе воды в 373 м³/с (в летнее время — около 700 м³/с) он является вторым крупнейшим водопадом Европы после исландского Деттифосса по показателю энергии падения воды. Облик Высокого Рейна определяется расположенными на нём многочисленными гидроузлами. На немногих сохранившихся природных участках, тем не менее, ещё существует несколько порогов, на немецком называемых Laufen. Возле Базеля Рейн принимает левый приток — Бирс, у Кобленца в Аргау с юга в Рейн впадает Аре. Аре короче Рейна, но несёт заметно больше воды (560 м³/с против 439 м³/с у Рейна) и потому является основной гидрологической артерией всей речной системы. У Райнфельдена Рейн достигает глубины в 32 метра в Омуте Святой Анны.

### Верхний Рейн

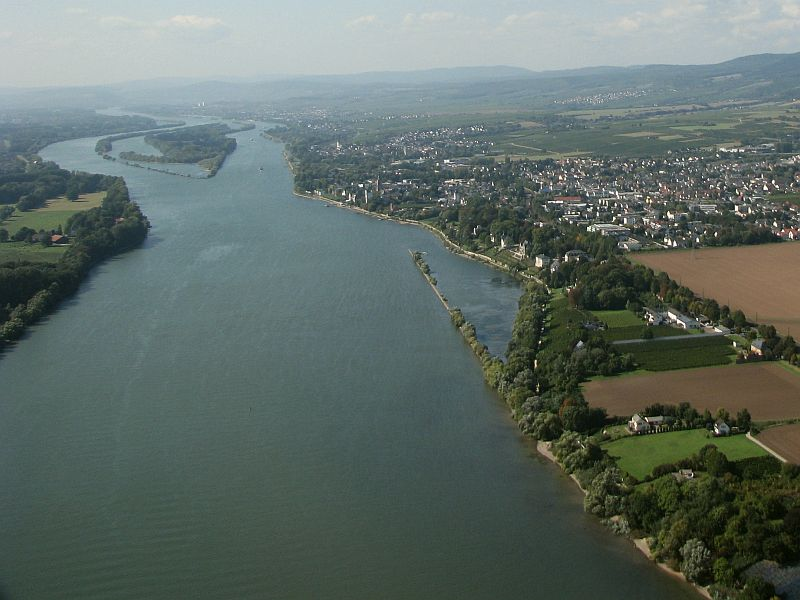
Верхний Рейн от Майнца в сторону Бингена

В центре Базеля, первого крупного города по течению реки, находится «Рейнское колено» (крутая излучина) — здесь заканчивается Высокий Рейн. Официально границей между Высоким и Верхним Рейном считается Средний мост (нем. Mittlere Brücke). От этого места река под именем Верхнего Рейна (нем. Oberrhein) течёт на север по Верхнерейнской низменности (длиной примерно 400 км и шириной до 40 км); при этом река снижается с отметки 252 м над уровнем моря до 76 м. Важнейшие притоки на этом отрезке — Иль (впадает слева у Страсбурга), Неккар (впадает справа у Мангейма) и Майн (впадает справа напротив Майнца). У Майнца Рейн покидает Верхнерейнскую низменность и течёт дальше по Майнцскому бассейну. Участок реки, расположенный выше Майнца в области Рейнгау, достигает ширины в 900 метров, и известен также как «Островной Рейн» (нем. Inselrhein) из-за многочисленных расположенных здесь островов (нем. Rheinauen).
Южная часть Верхнего Рейна образует государственную границу между Францией (Эльзасом) и Германией (Баден-Вюртембергом). По северной части проходит граница между федеральными землями — Рейнланд-Пфальцем на западе и Баден-Вюртембергом на севере и на востоке. Историческим курьёзом является то, что с 1945 года Гессену принадлежат так называемые «правобережные районы Майнца».
Долина Верхнего Рейна уже во времена Античности и Средневековья была значимой частью культурного ландшафта Европы. Сегодня Верхний Рейн — место размещения важных предприятий промышленности и сферы услуг, с крупными центрами в Базеле, Страсбурге и Мангейме-Людвигсхафене. На берегах Верхнего Рейна расположена одна из общеевропейских столиц — Страсбург, резиденция Европарламента.
Ландшафт Верхнего Рейна был сильно изменён спрямлением Рейна в XIX столетии. Спрямление реки привело к увеличению скорости течения и существенному снижению уровня грунтовых вод, из-за чего пересохли боковые протоки и сократилась площадь пойменных лугов и реликтового леса. С французской стороны для обеспечения судоходства был построен Большой Эльзасский канал, в который отошла значительная часть рейнской воды. Во многих местах устроены регулирующие водохранилища, например, огромный Bassin de compensation de Plobsheim в Эльзасе.

### Средний Рейн

Немецкий угол в Кобленце (Отец-Рейн и Мать-Мозель)

У Бингена заканчивается Майнцский бассейн, у Бингенского омута на высоте 77,4 м над уровнем моря начинается Средний Рейн (нем. Mittelrhein), далее он течёт через Рейнские Сланцевые горы и покидает их на высоте 50 м над уровнем моря. К левому берегу Рейна здесь прилегают отроги Хунсрюка и Айфеля, а к правому — Таунуса и Вестервальда. Характерная узкая форма речной долины (сквозная долина) была сформирована глубинной эрозией с течением геологического времени.
Крупнейшими притоками Среднего Рейна являются Лан и Мозель, впадающие у Кобленца соответственно справа и слева. Почти на всём своём протяжении Средний Рейн протекает по территории земли Рейнланд-Пфальц.
Виноделие и туризм — ведущие виды экономической деятельности на Среднем Рейне. Долина Среднего Рейна (нем. Kulturlandschaft Oberes Mittelrheintal) между Рюдесхаймом и Кобленцем включена в список культурного наследия ЮНЕСКО. У Санкт-Гоарсхаузена Рейн огибает знаменитую скалу Лорелей, под которой он достигает глубины в 25 метров. Средний Рейн, с его знаменитыми архитектурными памятниками, покрытыми виноградниками склонами, примостившимися на берегах местечками и замками, вздымающимися на холмах, являет собой квинтэссенцию «Романтики Рейна».

### Нижний Рейн

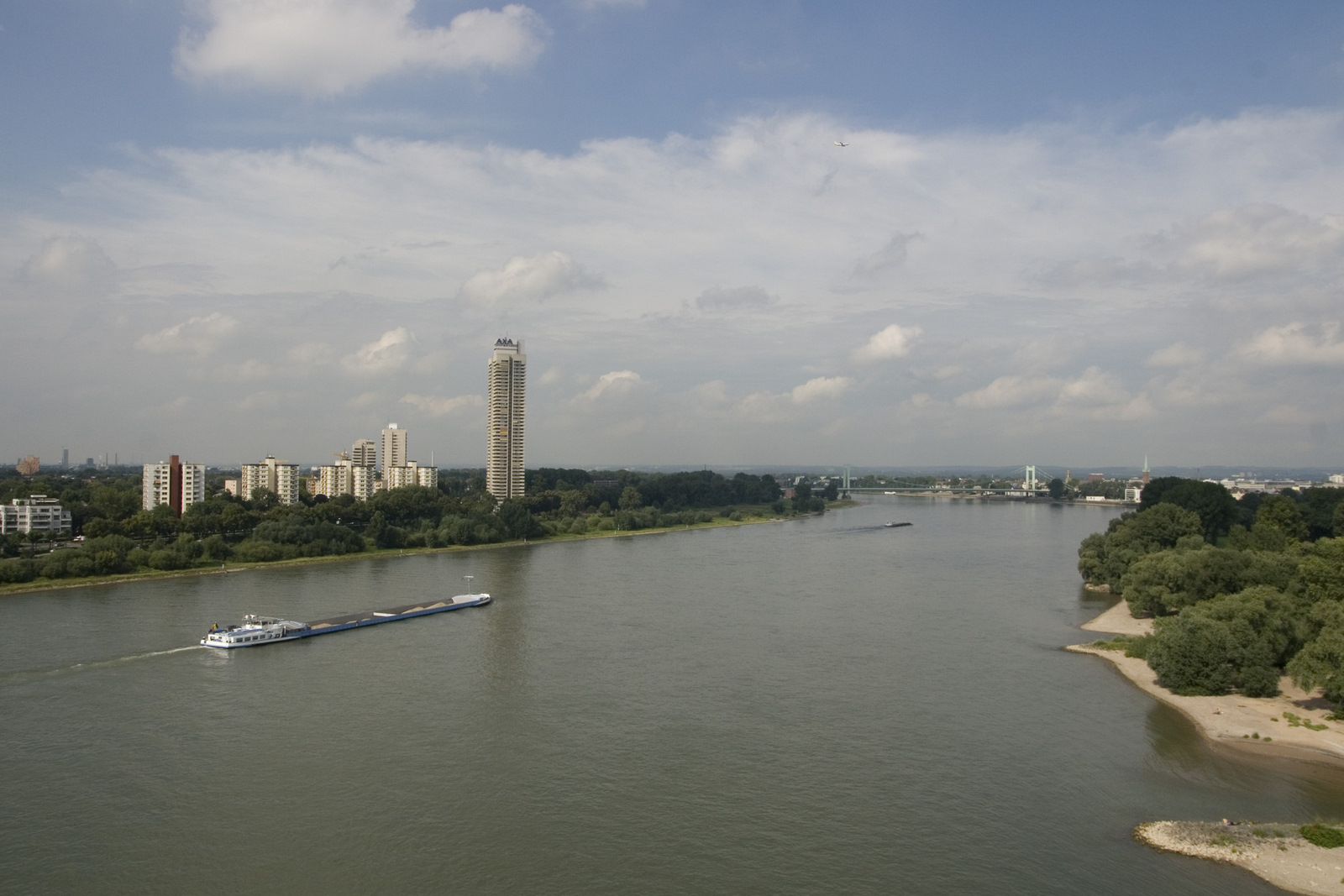
Нижний Рейн в Кёльне

Средний Рейн переходит в Нижний (нем. Niederrhein) в Бонне, в том месте, где при впадении Зига начинается Северо-Германская низменность. Нижний Рейн течёт между отметками 50 и 12 метров н. у. м. Важнейшие его притоки — Рур и Липпе. Как и Верхний, меандрированный Нижний Рейн забран в постоянное русло в ходе проведённых гидротехнических работ. Однако поскольку на Нижнем Рейне ограждающие дамбы расставлены шире, в половодье он разливается более просторно, чем Верхний Рейн.
Нижний Рейн целиком лежит на территории Северного Рейна-Вестфалии. Его берега по большей части густо населены и индустриализированы, в особенности в агломерациях Кёльна, Дюссельдорфа и Рурской области. Таким образом, Нижний Рейн протекает по самой большой конурбации Германии — Рейнско-Рурскому региону. Крупнейшим европейским внутренним портом является порт в Дуйсбурге.
Долина Рейна ниже Дуйсбурга носит по преимуществу аграрный характер. В 30 километрах ниже по течению у Везеля от Рейна ответвляется канал Везель-Даттельн. Этот судоходный канал, идущий с запада на восток параллельно течению реки Липпе, является одной из важнейших транспортных артерий. Между Эммерихом и Клеве над речным потоком шириной более 400 метров натянут самый длинный висячий мост в Германии. У Юрдингена (район Крефельда) Рейн пересекает так называемая линия Юрдингена, изоглосса, которая разделяет регионы распространения нижнефранкских и среднефранкских диалектов.

### Дельта

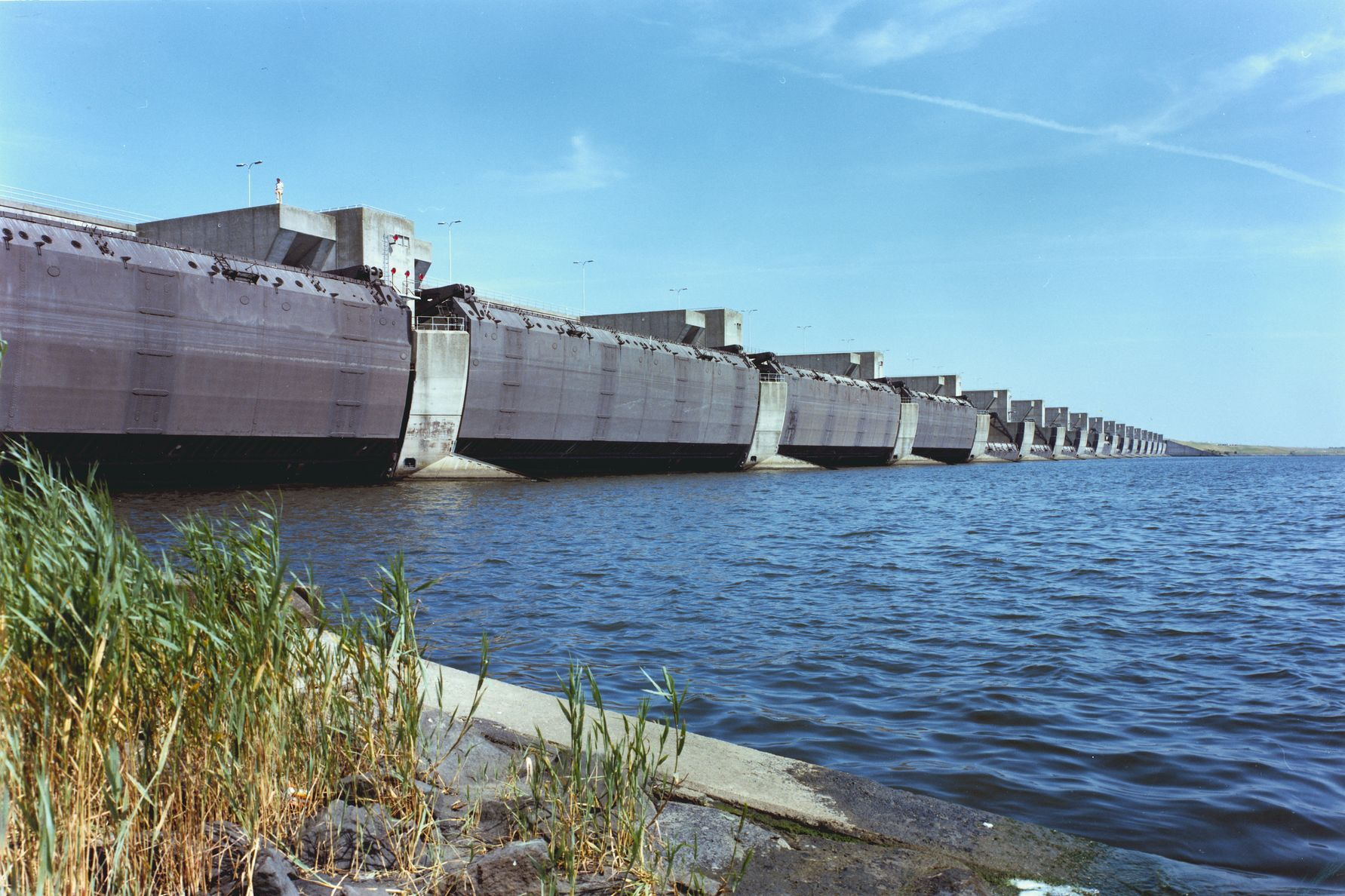
Дамба Харингвлит

На немецко-голландской границе Рейн начинает делиться на рукава, образуя общую с Маасом дельту Рейна и Мааса — крупнейший физико-географический регион Нидерландов. Поскольку Рейн — главный источник воды в дельте, часто употребляется её более короткое название «Рейнская дельта» (нем. Rheindelta, нидерл. Rijndelta) — однако её следует отличать от внутренней дельты Рейна в Боденском озере. Поскольку с дельтой тесно связано устье Шельды, её называют иногда также «дельтой Рейна-Мааса-Шельды» (нем. Rhein-Maas-Schelde-Delta).
Облик рейнской дельты определяется двумя разветвлениями реки — сначала у Миллингена река делится на Ваал (две трети среднего стока) и Недеррейн (нидерл. Nederrijn), а затем у Арнема от Недеррейна ответвляется Эйссел (нидерл. IJssel). Таким образом, возникают три основных рукава, которые, однако, не получили устойчивых названий из-за частых изменений их русел на протяжении исторического времени:
- Южный, самый крупный рукав образуется течениями Ваала — Верхней Мерведе — Новой Мерведе — Харингвлита. От него ответвляется важнейший судоходный путь, проходящий последовательно через Нижнюю Мерведе — Ноорд — Новый Маас — Новый водный путь. На всём этом пути установлены дистанционные столбы, отсчитывающие длину Рейна. От Нижней Мерведе, в свою очередь, ответвляется Старый Маас, который вновь встречается в Роттердаме с Новым Маасом и образует Новый водный путь.
- Средний рукав образуется Недеррейном и Леком, далее он с почти равновеликим ему Ноордом образует Новый Маас.
- Северным рукавом является Эйссел, далее он впадает в озеро Эйсселмер, которое, в свою очередь, через систему шлюзов вытекает в Северное море.

Вплоть до наводнения Святой Елизаветы 1421 года Маас протекал немного южнее сегодняшней линии Мерведе — Старый Маас в направлении Северного моря и образовывал вместе с Ваалом и Леком совместное устье с многочисленными островами. Тогдашнюю конфигурацию устья сегодня уже трудно определить из-за многочисленных вновь образовавшихся заливов, эстуариев, островов, а также из-за изменившегося очертания морского берега. С этого времени и до 1904 года Маас впадал у Горинхема в Ваал. Вслед за тем для предотвращения затоплений Маас был отделён от Рейна шлюзом («Маас за дамбой») и был отведён в новый сток, состоящий из Бергсе-Мааса и Амера. После постройки в 1970 году дамбы Харингвлит Маас вновь вместе с Рейном вытекает в море, при высоком уровне воды в Рейне — преимущественно через шлюзы Харингвлитской дамбы, при низком уровне — главным образом через Новый водный путь у Роттердама.
Район речного устья на северо-западе, в том месте, где прерывается цепь дюн, с античных времён именуется «устьем Мааса» (Maasmond). Этим объясняется вводящее в заблуждение использование имени Маас для сегодняшних низовий Рейна.
Гидрография сегодняшней дельты определяется тремя главными и несколькими вспомогательными рукавами (среди которых Голландский Эйссел, Линге, Утрехтская Фехте и другие), а также небольшими речками и ручьями. Многие протоки к настоящему времени перекрыты дамбами и служат в качестве водоотводных каналов для осушения польдеров. Мощные гидротехнические сооружения, построенные во второй половине XX века, коренным образом изменили облик дельты. В наши дни рейнская вода впадает в море в пяти местах: основная масса воды — у Харингвлита и у Роттердама (в районе Хук-ван-Холланд), меньшее её количество — по Эйсселу и его притокам через шлюзы в Амстердаме и Афслёйтдейке.
Дельта Рейна и Мааса подвержена приливам и отливам, которые наряду с речной седиментацией определили её облик. Это означает, что в случае штормового прилива возникает повышенная опасность наводнения для обширных территорий суши. В период до завершения проекта «Дельта» влияние приливов и отливов ощущалось вплоть до Неймегена; их влияние всё ещё ощущается на удалении от береговой линии, несмотря на проведённые регулирующие мероприятия.
В последнюю ледниковую эпоху в ледяных шапках оказалось связано такое количество воды, что поверхность Мирового океана находилась примерно на 100 метров ниже, чем сегодня; южная часть Северного моря являлась частью суши. В этот период русло Рейна простиралось на север вплоть до банки Доггер, а Темза была притоком Рейна.

## Экология
1 ноября 1986 года на Рейне произошла одна из самых крупных в Европе экологических катастроф — пожар на химическом заводе фирмы «Sandoz» в швейцарском Базеле привел к сбросу в реку 30 тонн пестицидов, ртути и других сельскохозяйственных химикатов. Рейн приобрел красный цвет, людям в районе реки было запрещено выходить из дома, в некоторых городах ФРГ были закрыты водопроводы, вместо которых использовалась привозная вода в цистернах. В течение 10 дней загрязнения достигли Северного моря. В результате по некоторым оценкам погибло полмиллиона рыб, некоторые виды полностью исчезли.
После бурной реакции общественности уже в 1987 году была принята «Программа действий — Рейн», рассчитанная до 2000 года. По-другому она называлась «Лосось 2000», так как была нацелена на возвращение к этому сроку этой чувствительной к загрязнениям рыбы в реку. В результате активных действий властей количество сбрасываемых в реку нитратов и фосфора уменьшилось на 50 %, а уменьшение некоторых других загрязнений было в пределах от 80 до 100 %. Лосось вернулся в реку на 3 года раньше, в 1997 году.
Текущая «Программа Рейн-2020» нацелена на то, чтобы сделать реку достаточно чистой для купания.

## История и культура
В I в. до н. э. Древний Рим подчинил себе западный берег Рейна, где обитали кельты и древние германцы. Для Древнего Рима Рейн был лимесом (границей империи), и римляне построили на берегах Рейна крепости, превратившиеся затем в города, сохранившиеся до нашего времени: Кёльн (38 г. до н. э.), Бонн (11 г. до н. э.), Висбаден (77 г. н. э), Вормс (14 г. до н. э.), Кобленц (55 г. до н. э.), Констанц (59 г. до н. э.), Майн (13 г. до н. э.), Страсбург (10 г. до н. э.), Трир (16 г. до н. э.), Базель (15 г. до н. э.).
Затем, во времена Франскского государства, Рейн стал важным торговым путём. Вниз по нему к северу перевозились восточные товары и итальянские изделия, а вверх — на юг — перевозились олово из Англии, медь и шерсть, нидерландское сукно, германское серебро, оружие. Главным торговым городом на Рейне к VIII веку стал Кёльн.
В 1254 году был создан Рейнский союз городов, объединивший 70 торговых городов на территории от Нидерландов до Базеля.
Однако в XVI—XVII веках Великие географические открытия вызвали экономический упадок прирейнского региона, поскольку международная торговля постепенно перемещалась с европейского континента на морские пути.

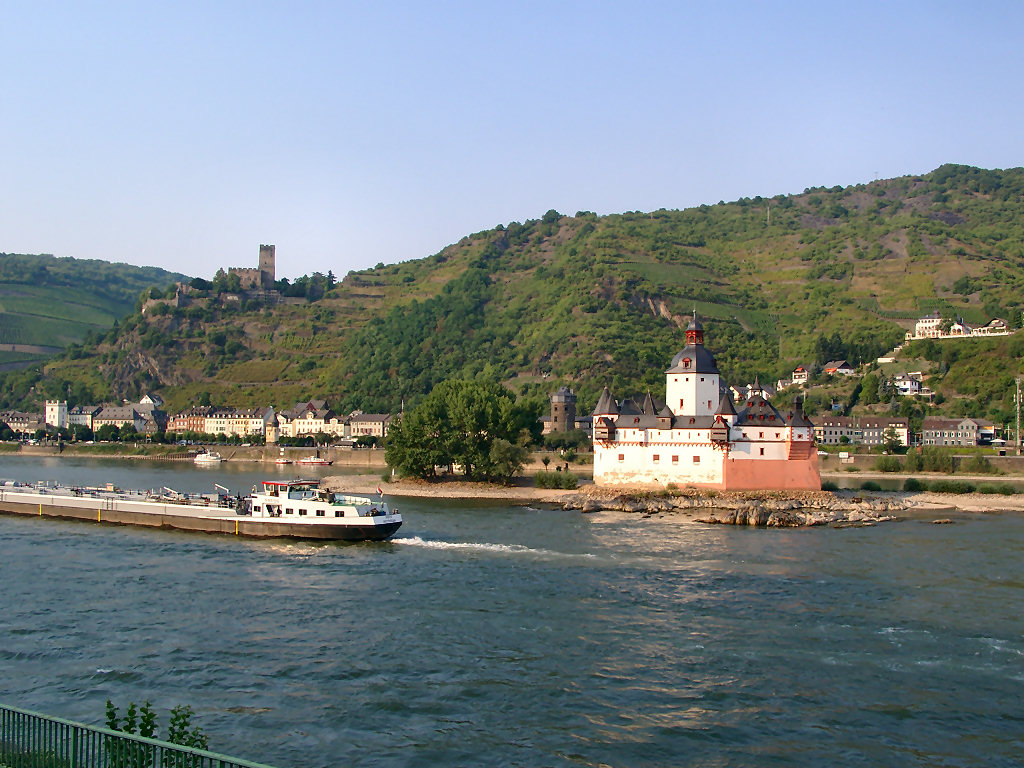
На переднем плане — замок Пфальцграфенштайн, на заднем плане — замок Гутенфельс.

Лишь в XIX веке экономическое значение прирейнского региона вновь возросло, так как промышленная революция вызвала большой спрос на железную руду, которую добывали в Лотарингии и уголь, который добывали в Сааре и Рурской области. Начались гидротехнические работы по выпрямлению русла верхнего Рейна, и в результате Рейн стал судоходен от Базеля до самого Роттердама с выходом в Северное море. Извилистый участок русла между Базелем и Вормсом был выпрямлен по проекту Иоганна Готтфрида Туллы. Он умер в 1828 году, но гидротехнические работы на Верхнем Рейне продолжались ещё почти полвека. На месте осушенных болот появились земли, пригодные для сельскохозяйственного использования. Но негативным последствием данного проекта стало то, что ускорение течения в спрямленном русле Верхнего Рейна увеличило риск наводнений ниже по течению. Кроме того, были уничтожены места нереста многих рыб, исчезли многие виды птиц и насекомых, водившиеся в пойменных лесах.
В долине Среднего Рейна между Рюдесхаймом и Кобленцем сохранилось самое большое в мире количество средневековых замков. Символом местной романтики является скала Лорелея, которую воспели в своих стихах Генрих Гейне и Клеменс Брентано. В 2002 году долина Среднего Рейна была внесена в список Всемирного наследия ЮНЕСКО.

## Международное сотрудничество

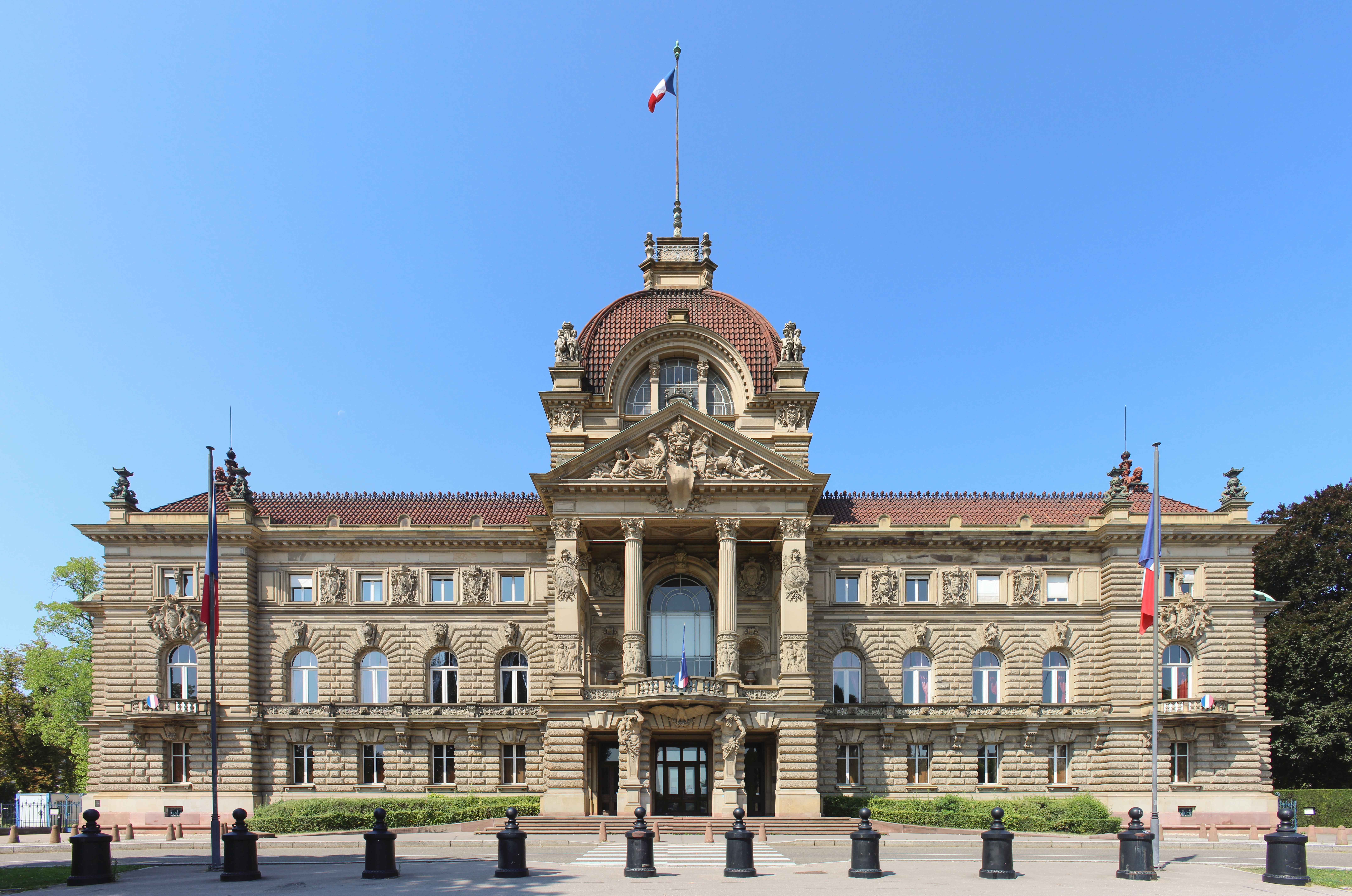
Рейнский дворец в Страсбурге, штаб-квартира Центральная комиссия по навигации на Рейне

По решению Венского конгресса 1815 года была создана Центральная комиссия по навигации на Рейне, старейшая международная организация, существующая до настоящего времени. В неё входят Нидерланды, Бельгия, Германия, Франция и Швейцария. Судоходство на Рейне регулируется Мангеймской конвенцией о судоходстве по Рейну 1868 года. В 1950 году была создана Международная комиссия по защите Рейна от загрязнений. В 1970 году была создана Международная комиссия по гидрологии бассейна Рейна. В 1976 году была подписана Конвенция по защите Рейна от загрязнения хлором.